# Dziewczyny nie płaczą
Dziewczyny nie płaczą (niem. Große Mädchen weinen nicht) – niemiecki film fabularny z 2002 roku, w reżyserii Marii von Heland.

## Obsada
- Anna Maria Mühe – Kati
- Karoline Herfurth – Steffi
- David Winter – Carlos
- Josefine Domes – Tessa
- Tillbert Strahl-Schäfer – Klaus
- Jennifer Ulrich – Yvonne
- Nina Petri – Ann
- Stefan Kurt – Hans, ojciec Steffi
- Teresa Harder – Jeanette, matka Tessy
- Matthias Brandt – Jost, ojciec Kati
- Gabriela Maria Schmeide – Ingrid, matka Kati